# Криворотченко Михайло Григорович
Криворотченко Михайло Григорович (6 (18) лютого 1892, м. Зіньків, Полтавська область — р.с.н.) — український громадський діяч, журналіст, педагог, музейний діяч, краєзнавець.

## Життєпис
У 1909 році закінчив реальну школу в Полтаві, з 1910 року навчався у Московському вищому технологічному училищі. У Москві був активним учасником українських гуртків, земляцтв.
З 1914 року — студент Харківського технологічного інституту. Один із засновників підпільної молодіжної націонал-політичної організації соціалістичного напряму «Юнацька спілка». У 1916 році через переслідування за революційну діяльність перебрався до Росії.
У 1917 році повернувся на Полтавщину. Наприкінці 1917 року став членом групи лівих українських соціал-демократів, з якою у 1918 році перейшов до КП(б)У. Брав участь у підпільній діяльності проти Гетьманату П. Скоропадського та денікінців. У 1920 році був виключений з КП(б)У за належність до групи федералістів, які виступали за створення незалежної КПУ та отримання УСРР лержавної самостійності.
З 1922 року очолював Всеукраїнський соціальний музей ім. т. Артема у Харкові. Одночасно був редактором економічного відділу газети «Вісті ВУЦВК» (1921—1922), відділу інформації про Україну «Ежегодника Коминтерна» (1922—1923). У 1923—1924 роках — секретар журналу «Книга», згодом — журналу «Червоний шлях». Дописував до «Голосу друку», «Знання», «Народний вчитель».
Заарештований у 1934 році за сфабрикованою справою у приналежності до української контрреволюційної організації, що готувала збройне повстання. Засуджений до 5 років ув'язнення.
За одними відомостями, загинув у 1937 році. За іншими — після звільнення вчителював у м. Чарджоу (Туркменістан) і влітку 1941 року вступив добровольцем до Червоної армії.
Реабілітований у 1989 році.

## Викладацька та наукова діяльність
Викладав соціально-економічні і суспільно-політичних науки у різних вишах, зокрема в Комуністичному університеті ім. Артема. Був співробітником Українського науково-дослідного інституту педагогіки при Харківському ІНО.
З 1924 до 1930-х років інспектував екскурсійно-виставкову та музейну справи. З 1926 року завідував музейною секцією при Укрнауці. Розробив загальну концепцію музейного будівництва в УСРР.
Активний учасник 1-ї Всеукраїнської краєзнавчої конференції в Харкові (1925) Був незмінним вченим секретарем Української комітету краєзнавства, а до 1928 року був заступником голови.